# ジョン・ウォルドグレイヴ (第3代ウォルドグレイヴ伯爵)
第3代ウォルドグレイヴ伯爵ジョン・ウォルドグレイヴ（英語: John Waldegrave, 3rd Earl Waldegrave 1718年4月24日 – 1784年10月22日）は、グレートブリテン王国の政治家、軍人、貴族。最終階級は陸軍大将。

## 生涯

### 出生
初代ウォルドグレイヴ伯爵ジェイムズ・ウォルドグレイヴと妻メアリー（第3代準男爵サー・ジョン・ウェブの娘）の三男（次男ジョンは夭折）として、1718年4月28日にヘントで生まれた。

### 軍歴
1735年5月13日に歩兵少尉として第1歩兵連隊に入隊、1739年1月8日に大尉（lieutenant and captain）、1743年4月10日に第3（ジョージ・オブ・デンマーク）歩兵連隊（1744年に第3歩兵連隊と改名、のちのバフス）所属の中佐（captain and lieutenant colonel）となる。オーストリア継承戦争には所属連隊とともに参戦、1745年5月11日のフォントノワの戦いで負傷した。
1750年に第9歩兵連隊隊長に任命され、1755年に第8竜騎兵連隊隊長に転じた。1757年に少将に昇進した後、1758年に第2騎兵連隊隊長に転じた。
1758年より七年戦争に参戦、1758年6月のサン・マロ襲撃に参戦した後、ドイツ戦線に移り、1759年8月1日のミンデンの戦い、1760年7月31日のヴァールブルクの戦い、1760年10月15日のクローステル・カンペンの戦いで戦功を挙げた。1761年と1762年の戦役でもグランビー侯爵の部下として戦った。1759年に中将に昇進、率いる連隊も近衛第2竜騎兵連隊に変わった。
1760年にポーツマス総督に任命され、1784年に死去するまで務めた。1772年5月26日に陸軍大将に昇進、1773年に率いる連隊がコールドストリームガーズに変わった。

### 政治家・廷臣として
兄のウォルドグレイヴ伯爵の影響力により、1747年1月にカンバーランド公ウィリアム・オーガスタスのエー＝ド＝カン（副官）およびジョージ2世の寝室宮内官に任命された。同年の総選挙で政府の支持を受けてオーフォード選挙区から出馬、無投票で当選した。1754年と1761年の総選挙では妻の実家であるルーソン＝ゴア家が勢力を有するニューカッスル＝アンダー＝ライム選挙区から出馬して、無投票で当選した。
1760年から1763年までジョージ3世の寝室宮内官を務めた。1763年4月8日に兄ジェイムズが死去すると、ウォルドグレイヴ伯爵位を継承した。貴族院ではおおむね宮廷に同調し、1765年印紙法の廃止に反対、チャールズ・ジェームズ・フォックスが1783年に提出した東インド法案に反対した。貴族院での影響力は少なく、1767年以降は1783年のフォックス＝ノース連立内閣以外の全内閣を支持した。
1770年から1784年に死去するまでシャーロット王妃の主馬頭を務めた。1781年から1784年に死去するまでエセックス統監を務めた。
1784年10月22日にレディング近くのインで急死、30日にネイヴストックで埋葬された。

## 人物
痩せた人物であり、ホレス・ウォルポールは「痩せすぎて銃弾が当たらない」という趣旨の洒落でそれを茶化した。

## 子女
1751年5月7日、エリザベス・ルーソン＝ゴア（Elizabeth Leveson-Gower、1784年4月28日没、初代ゴア伯爵ジョン・ルーソン＝ゴアの五女）と結婚、3男5女をもうけた。この結婚はゴア伯爵の許可を得ておらず、結婚式が第4代サンドウィッチ伯爵ジョン・モンタギューの許可を得てサンドウィッチ伯爵の邸宅で行われたため、ゴア伯爵は激怒してサンドウィッチ伯爵と決裂した。しかし1754年と1761年の総選挙では自身が勢力を有する選挙区でウォルドグレイヴを当選させた。
- ジョージ（1751年11月23日 – 1789年10月17日） - 第4代ウォルドグレイヴ伯爵[1]
- ウィリアム（英語版）（1753年7月9日 – 1825年8月20日） - 軍人、ニューファンドランド総督、初代ラッドストック男爵[6]
- エリザベス（1758年5月26日 – 1823年6月23日） - 1791年4月18日、第5代カーディガン伯爵ジェイムズ・ブルデネル（英語版）と結婚[7]
- キャロライン[8]

## 関連図書
- Norgate, Gerald le Grys (1899). "Waldegrave, James (1715-1768)" . In Lee, Sidney (ed.). Dictionary of National Biography (英語). Vol. 59. London: Smith, Elder & Co. pp. 18–20.
- Thomas, Peter D. G. (21 May 2009) [23 September 2004]. "Waldegrave, James, second Earl Waldegrave". Oxford Dictionary of National Biography (英語) (online ed.). Oxford University Press. doi:10.1093/ref:odnb/28438。 (要購読、またはイギリス公立図書館への会員加入。)